# Georg Christian Steckenbauer
Georg Christian Steckenbauer (* 12. April 1972 in Braunau am Inn) ist ein österreichischer Sozial- und Wirtschaftswissenschaftler und Hochschullehrer in Bayern.

## Leben und Wirken
Steckenbauer studierte Soziologie an der Johannes-Kepler Universität Linz und promovierte 2004 zum Doktor der Sozial- und Wirtschaftswissenschaften.
Nach einigen Jahren beruflicher Tätigkeit in touristischen Marketingorganisationen (Österreich Werbung, SalzburgerLand Tourismus Gesellschaft) war er von 2010 bis 2017 als Professor an der IMC Fachhochschule Krems tätig. Im August 2017 wurde er als Professor an den 2015 gegründeten European Campus Rottal-Inn der Technischen Hochschule Deggendorf berufen. Nach Gründung einer eigenständigen Fakultät wurde er 2018 zunächst als Gründungsdekan eingesetzt und 2019 durch die Fakultätsangehörigen zum ersten Dekan der neuen Fakultät gewählt. 2022 wurde Georg Steckenbauer für eine weitere dreijährige Amtszeit als Dekan wiedergewählt.
Steckenbauer ist seit 2017 Professor für Economy in Tourism Management  an der Technischen Hochschule Deggendorf und Dekan der Fakultät am European Campus Rottal-Inn.

## Mitgliedschaften
Steckenbauer ist Mitglied der International Association of Scientific Experts in Tourism (AIEST) und der Deutschen Gesellschaft für Tourismuswissenschaft e.V. (DGT).

## Publikationen (Auswahl)
- mit A. Hartl, C. Pichler, R. Lymann: Gesundheitstourismus in den Alpen. Natur als Basis wirksamer Anwendungen. In: T. Bieger, P. Beritelli, C. Laesser (Hrsg.), Gesellschaftlicher Wandel als Herausforderung im alpinen Raum. Schweizer Jahrbuch für Tourismus 2015/16. Erich Schmidt Verlag, Berlin 2016, ISBN 978-3-503-16682-4, S. 27–45.
- mit  S. Tischler, A. Hartl, C. Pichler: Destination and product development rested on evidence-based health tourism. In: M. K. Smith, L. Puczkó (Hrsg.), The Routledge Handbook of Health Tourism. Routledge, New York 2017, ISBN 978-1-138-90983-0, S. 315–329.
- mit S. Tischler: Sehnsucht Abenteuer. Betrachtungen zum Reisen in der Erlebnisgesellschaft. In: Schweizerischer Berufsverband für Angewandte Psychologie (Hrsg.), Punktum. Zürich, Mai 2017, S. 6–8 ISSN 1662-1778
- Gesundheitswälder – Touristische Inwertsetzung der Ressource Wald. In: F. Fettner, C. Norden, T. Reisenzahn (Hrsg.), TourismusWissen quarterly. Ausgabe 10, 2017, S. 259–264.
- mit S. Tischler, A. Hartl, C. Pichler: A Model for Developing Evidence-based Health Tourism: The Case of “Alpine Health Region Salzburg”. In: I. Azara, E. Michopoulou, F. Niccolini, A. Clarke (Hrsg.), Tourism, Health, Wellbeing and Protected Areas. CABI, Wallingford 2018, ISBN 978-1-78639-131-5, S. 69–81.
- als Hrsg. mit D. Wagner, M. Schobert: Experience Design im Tourismus – eine Branche im Wandel. Gestaltung von Gäste-Erlebnissen, Erlebnismarketing und Erlebnisvertrieb. Springer, Wiesbaden 2019, ISBN 978-3-658-24512-2.
- mit R. Weisböck-Erdheim, S. Tischler, C. Pichler, A. J. Hartl: Nutzung und Inszenierung natürlicher Ressourcen im Gesundheitstourismus. In: D. Wagner, M. Schobert, G. C. Steckenbauer (Hrsg.), Experience Design im Tourismus – eine Branche im Wandel. Gestaltung von Gäste-Erlebnissen, Erlebnismarketing und Erlebnisvertrieb. Springer, Wiesbaden 2019, ISBN 978-3-658-24512-2, S. 83–102.
- mit S. Markov, M. Pillmayer, M. Herntrei: Austria: The forest as a touristic landscape. In: D. Kotte, Q. Li, W. S. Shin, A. Michalsen (Hrsg.), International Handbook of Forest Therapy. Cambridge Scholars Publishing, Newcastle upon Tyne 2019, ISBN 978-1-5275-3955-6, S. 337–355.
- als Hrsg. mit S. Brandl, W. Berg, M. Herntrei, S. Lachmann-Falkner: Tourismus und ländlicher Raum. Innovative Strategien und Instrumente für die Zukunftsgestaltung. Erich Schmidt Verlag, Berlin 2020, ISBN 978-3-503-19530-5.